# Ehrenzeichen der DBD
Das Ehrenzeichen der DBD war eine  nichtstaatliche Auszeichnung der Demokratischen Bauernpartei Deutschlands (DBD), welches 1962, anlässlich des 15. Jahrestages der Parteigründung, in einer Stufe gestiftet wurde. Die Verleihung erfolgte für hervorragende Verdienste in der Parteiarbeit. 1963 wurden die ersten Ehrenzeichen im Rahmen eines Festaktes an Verdiente Parteiangehörige verliehen. Das 20 mm hochovale Ehrenzeichen zeigt in seiner Mitte auf schwarzem Grund, später hellgrünen, eine aufrechtstehende goldene Ähre mit einer angedeuteten Sense. Darunter die Buchstaben DBD. Die erste Variante des Ehrenzeichens war mit einem Ährenkranz umschlossen, welches an der unteren Seite des Abzeichens in eine DDR-Flagge überging. Dies fiel in der Folge jedoch weg. Die Rückseite zeigt eine senkrecht verlötete Nadel mit Gegenhaken.